# Armando Grava
Armando Grava, noto anche come Ermando o Rosa come nome di battaglia nelle formazioni partigiane (Revine, 19 dicembre 1926 – Revine, 17 marzo 1945), è stato un partigiano e antifascista italiano.

Il cadavere, la mano destra è avvolta in un telo bianco

Venne ucciso durante l'intensa repressione attuata nella provincia di Treviso, nell'inverno 1944-1945, dai reparti tedeschi e dai fascisti della Repubblica Sociale Italiana ai danni della Resistenza italiana.

## Biografia
(Luciano Cecchinel, Scempi)
Figlio di una famiglia contadina, Grava si unì ancora adolescente ai partigiani della brigata "Tollot", nell'ambito della Divisione Garibaldi "Nino Nannetti".  
Non aveva compiti specifici nelle formazioni partigiane: era una semplice staffetta. Arrestato in un'azione di rastrellamento a seguito del ferimento di un militare tedesco, si prese la responsabilità del ferimento del militare, e per conferma condusse i tedeschi in un luogo ove aveva nascosto il suo mitra, i tedeschi proseguirono  l'interrogatorio del ragazzo brutalmente, ma costui, pur conoscendo i dettagli della formazione partigiana, non parlò.
Il 17 marzo, mentre continuava il rastrellamento, Grava venne trasferito nel paese di Lago, e precisamente nella trattoria di fronte alla chiesa, ove venne sottoposto ad un nuovo interrogatorio: questa volta, anche alla presenza della madre e della sorella. Ormai in fin di vita, venne ceduto all'ausiliaria repubblichina "Rina", che lo aveva seviziato per quattro giorni.
Un ufficiale nazista che comandava il gruppo fascista dispose che Grava fosse fucilato; il giovane venne trascinato sulla strada che da Revine conduce a Vittorio Veneto, e prima di essere ucciso con una raffica di mitra cantò, in segno di sfida, una canzone partigiana. Il cadavere sul quale venne gettato un masso, fu poi abbandonato sulla strada. L'esecuzione ebbe grande impatto sulla popolazione locale, che si schierò compattamente dalla parte dei partigiani.
L'ausiliaria fascista sarebbe stata poi catturata dai partigiani pochi giorni prima della Liberazione nel campanile di Fregona, alle falde del Cansiglio, dove si era asserragliata con un gruppo di camerati: venne processata e fucilata.